# Paolo Bacigalupi
Paolo Bacigalupi (n. 6 august 1972, Paonia, Colorado, Statele Unite) este un scriitor de literatură științifico-fantastică și fantezie.
A câștigat premiul Hugo, Nebula, Compton Crook, Theodore Sturgeon și Michael L. Printz, a fost nominalizat pentru National Book Award.

## Biografie
Paolo Bacigalupi s-a născut în Panonia, Colorado și s-a mutat împreună cu părinții săi în zona vestică a acestui stat. El a urmat cursurile Colegiului Oberon din Ohio și și-a luat diploma în studii est-asiatice.
Începând din 1994 a lucrat în China ca și consultant pentru firmele străine care doreau să intre pe piața chinezească. În 1996 a revenit în Statele Unite, unde s-a angajat la o companie din Boston care se ocupa de dezvoltare în domeniul web. La ora actuală, Bacigalupi lucrează pentru High Country News, un ziar care apare de două ori pe săptămână atât pe hârtie, cât și în format electronic.
În 1998 s-a căsătorit cu Anjula, pe care o cunoscuse în timp ce urma cursurile Colegiului Oberon. Cei doi trăiesc împreună cu fiul lor în Paonia.

## Cariera scriitoricească
Prima sa povestire, "A Pocket Full of Dharma", a fost publicată în 1999. Ascensiunea sa a început odată cu ajungerea în finala premiilor Sturgeon cu povestirea "The Fluted Girl" (2003) și cu nominalizarea la premiile Hugo și Nebula pentru povestirea "Oameni de nisip și zgură" (2004). Povestirea "Omul-calorie" (2005) a câștigat premiul Sturgeon și a fost nominalizată la Hugo, iar "Yellow Card Man" (2006) a câștigat premiul Asimov și a fost finalistă a premiilor Hugo și Sturgeon.
Povestirile sale au apărut în reviste prestigioase, printre care Asimov's Science Fiction și The Magazine of Fantasy & Science Fiction și au fost colectate în volumul Pump Six and Other Stories (2008). Romanul său de debut, Fata modificată, a câștigat premiile Hugo, Nebula, Locus, Compton Crook, Seiun, John W. Campbell Memorial și Kurd-Labwitz.

## Premii
- 2005 - nominalizare la premiul Hugo pentru cea mai bună nuveletă pentru "Oameni de nisip și zgură" (The Magazine of Fantasy & Science Fiction, februarie 2004)
- 2006 - nominalizare la premiul Hugo pentru cea mai bună nuveletă și câștigător al premiului Theodore Sturgeon pentru "Omul-calorie" (The Magazine of Fantasy & Science Fiction, oct/nov 2005) și nominalizare la premiul Nebula pentru cea mai bună nuveletă pentru "Oameni de nisip și zgură" (The Magazine of Fantasy & Science Fiction, februarie 2004)
- 2007 - nominalizare la premiul Hugo pentru cea mai bună nuveletă pentru "Yellow Card Man" (Asimov's Science Fiction, decembrie 2006)
- 2009 - nominalizare la premiul Hugo pentru cea mai bună nuveletă pentru "The Gambler" (Jucătorul,[9]  seria Fast Forward 2), câștigător al premiului Locus pentru cea mai bună antologie pentru Pump Six and Other Stories (Night Shade Books, 2008) și câștigător al premiului Locus pentru cea mai bună nuveletă pentru "Pump Six" (Pump Six and Other Stories, Night Shade Books, 2008)
- 2010 - nominalizare la premiul Nebula pentru cea mai bună nuveletă pentru "The Gambler" (Fast Forward 2, Pyr Books, oct 2008), nominalizare la Premiul național de carte pentru literatură de tineret pentru Ship Breaker (Little, Brown 2010), câștigător al premiului Compton Crook[10], al premiului Hugo pentru cel mai bun roman[11](la egalitate cu romanul lui China Miéville The City & the City), al premiului John W. Campbell Memorial pentru cel mai bun roman[12], al premiului Locus pentru cel mai bun roman de debut, al premiului Nebula pentru cel mai bun roman[13] pentru Fata modificată (Night Shade Books, 2009)
- 2011 - nominalizare la premiul Andre Norton pentru science fiction și fantasy pentru tineret și câștigător al premiului Michael L. Printz pentru cel mai bun roman pentru tineret[14] pentru Ship Breaker (Little, Brown 2010), nominalizare la premiul Nebula pentru cea mai bună nuvelă pentru The Alchemist (Subterranean Press, 2010)[15]
- 2012 - câștigător al premiului Seiun pentru cel mai bun roman tradus pentru Fata modificată (Hayakawa Publishing Corp, 2011)[16]
- 2013 - câștigător al premiului Seiun pentru cea mai bună povestire tradusă pentru "Pocketful of Dharma" (Pump Six and Other Stories, Hayakawa Publishing Corp, 2012) [17]

## Opera

### Romane
Seria Ship Breaker
- Ship Breaker (2010)
- The Drowned Cities (2012)

Alte romane
- The Windup Girl (2009) [18]

ro. Fata modificată - editura Nemira, 2013
- Zombie Baseball Beatdown (2013)

### Colecții
- Pump Six and Other Stories (2008)

### Nuvele
- The Alchemist (2011) - cu J. K. Drummond

### Proză scurtă
- "A Pocket Full of Dharma" (1999)
- "The Fluted Girl" (2003)
- "The People of Sand and Slag Arhivat în 15 iunie 2012, la Wayback Machine." (2004) - ro. "Oameni de nisip și zgură"
- "The Pasho" (2004)
- "The Calorie Man" (2005) - ro. "Omul-calorie"
- "The Tamarisk Hunter" (2006)
- "Pop Squad" (2006)
- "Yellow Card Man" (2006)
- "Softer" (2007)
- "Small Offerings" (2007)
- "Pump Six" (2008)
- "The Gambler" (2008)